# عندق تيودوري
عندق تيودوري (الاسم العلمي: Nemipterus theodorei) (بالإنجليزية: Theodore's threadfin bream)‏ هو نوع من الأسماك يتبع جنس العندق من فصيلة العندقات.